# Sunnmøre Museum
Das Sunnmøre Museum ist ein Volkskunde-Freilichtmuseum in der norwegischen Stadt Ålesund (fylke Møre og Romsdal), das sich mit der Küstenkultur der Region Sunnmøre befasst. Das Museum wurde 1931 gegründet und befindet sich auf einem 120 ha großen Areal in Borgundgavlen, etwa 4 km vom Stadtzentrum Ålesunds entfernt.

## Freilichtmuseum

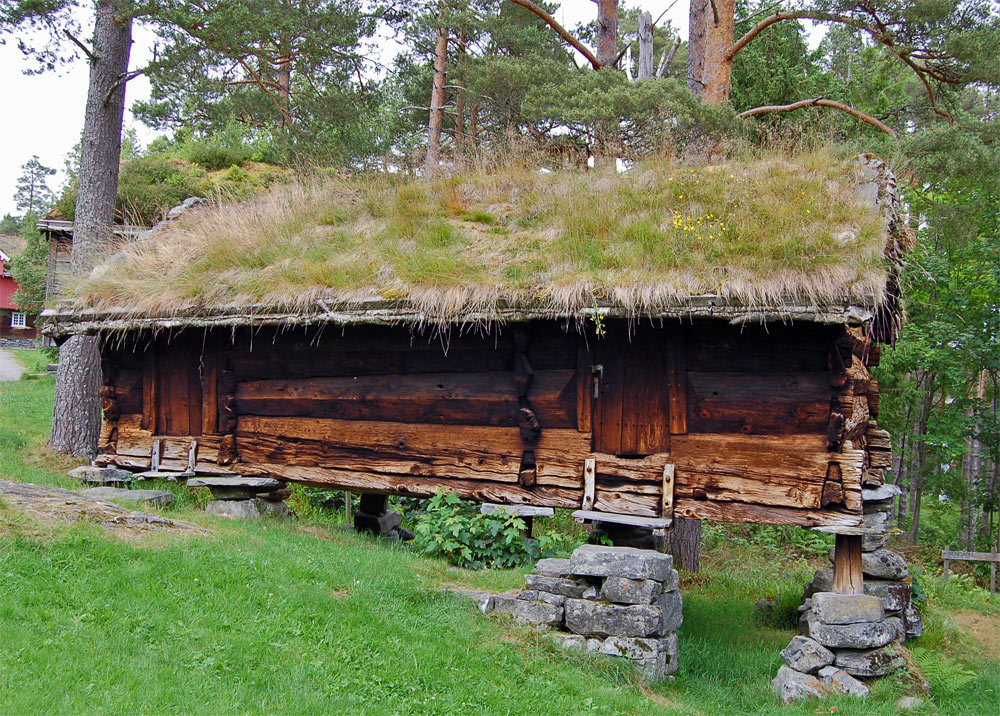
Stabbur aus Ørsta, um 1600

Das Freilichtmuseum besteht aus einer Sammlung von 50 Wohn- und Wirtschaftsgebäuden, Almhütten, Scheunen, Bootshäusern und Fischerkaten aus dem Mittelalter bis zum frühen 20. Jahrhundert.

## Bootssammlung

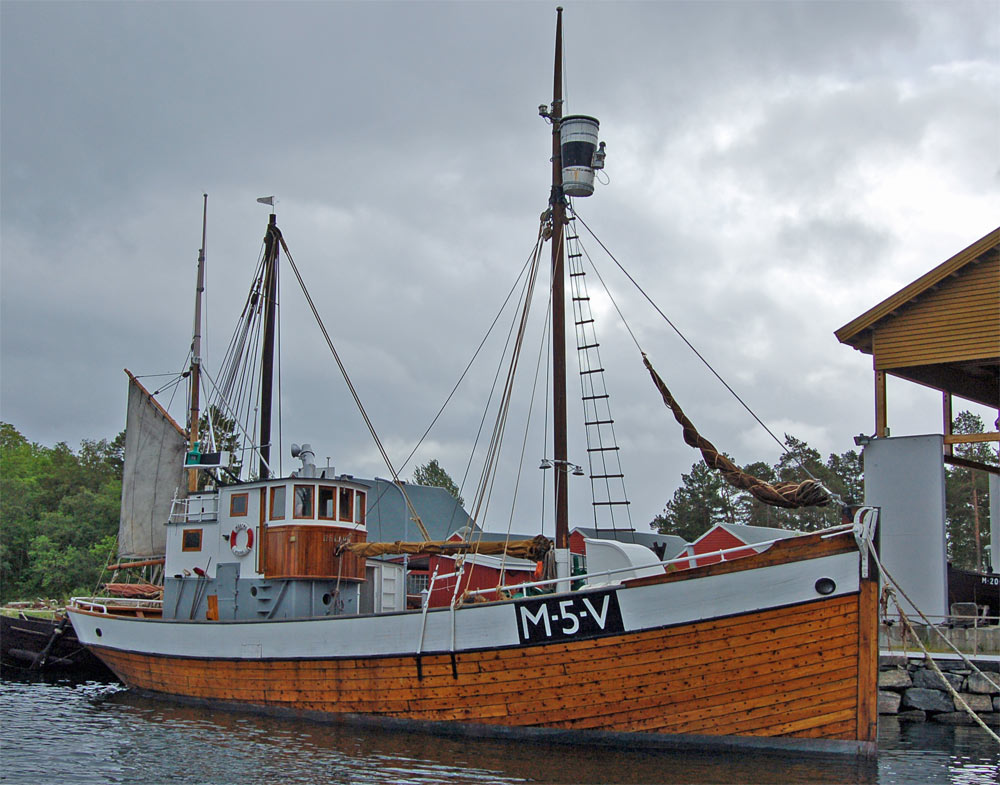
Das Museumsboot „Heland“

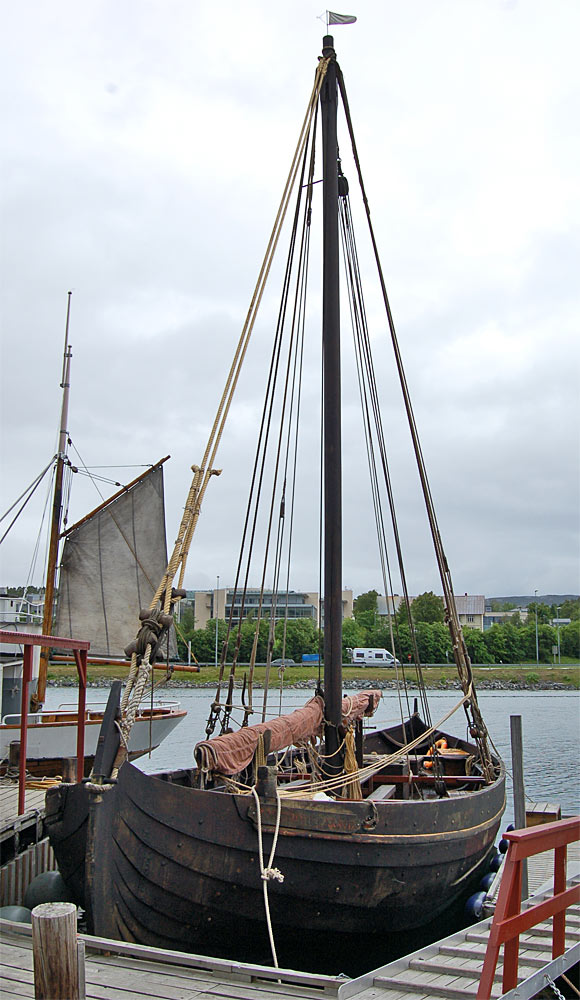
Replica des „Borgundknarren“ aus dem 10. Jahrhundert

In einer Bootshalle und am Museumskai sind typische Boote aus der Region ausgestellt. Darunter eine originalgetreue Nachbildung des Kvalsund-Bootes, des Borgundknarren und der Fjørtoftboote aus dem 7. und 8. Jahrhundert. Am Kai liegt das Museumsboot „Heland“, ein Fischkutter von 1937, das als Boot des Shetland Bus während des Zweiten Weltkrieges als Fluchtfahrzeug im Einsatz war.

## Archäologische Abteilung
Die archäologische Abteilung des Museums umfasst neben dem teilweise ausgegrabenen mittelalterlichen Handelsplatz Borgundkaupangen das Altertum- und Mittelaltermuseum, in dem Gegenstände aus der Kulturgeschichte der Region von der älteren Steinzeit bis zum 14. Jahrhundert ausgestellt sind.